# Evolution Tower (Panamá)
La Evolution Tower, es un edificio de uso mixto de 56 pisos, ubicado en la calle 50 en la ciudad de Panamá.
Su construcción se inició en 2012 y fue completado en 2017.